# Ischnochiton mexicanus
Ischnochiton mexicanus är en blötdjursart som beskrevs av Kaas 1993. Ischnochiton mexicanus ingår i släktet Ischnochiton och familjen Ischnochitonidae. Inga underarter finns listade i Catalogue of Life.